# David Furner
Pas d'image ? Cliquez ici

a Compétitions nationales et continentales officielles uniquement.

b Matchs officiels uniquement.
David Furner, né le 6 février 1971 à Queanbeyan (Australie), est un joueur australien de rugby à XIII reconverti en tant qu'entraineur. Il évolue en tant que joueur au poste de troisième ligne, deuxième ligne, pilier ou de talonneur en National Rugby League et Super League, tout d'abord aux Raiders de Canberra puis Wigan et Leeds dans les années 1990 et 2000, comptant également une sélection en équipe d'Australie, une participation au City vs Country Origin en 1996 et quatre éditions du State of Origin.
Après sa carrière sportive, il prend en tant qu'entraîneur les Raiders de Canberra en National Rugby League de 2009 à 2013. En 2019, il prend la tête de Leeds en Super League après un intérim de Kevin Sinfield.

## Palmarès

### En tant que joueur
- Collectif :
  - Vainqueur du State of Origin : 1996 et 2000 (Nouvelle-Galles du Sud).
  - Vainqueur de la National Rugby League : 1994[note 1] (Canberra).
  - Vainqueur de la Super League : 2004 (Leeds).
  - Vainqueur de la Challenge Cup : 2002 (Wigan).
  - Finaliste de la Super League : 2001 (Wigan).
  - Finaliste de la Challenge Cup : 2003 (Leeds).

- Individuel :
  - Élu meilleur joueur de la finale de la National Rugby League : 1994 (Canberra).

### Performances d'entraîneur
| Club     | Début | Fin      | Résultats |
| -------- | ----- | -------- | --------- |
| Canberra | 2009  | 2013     |           |
| Leeds    | 2019- | en cours |           |